# جائزة إسبانيا الكبرى للدراجات النارية 1989
جائزة إسبانيا الكبرى للدراجات النارية 1989 هو سباق دراجات نارية أقيم بتاريخ 30 أبريل 1989 في حلبة خيريز. كان الجولة الرابعة من أصل 15 في سباق الجائزة الكبرى للدراجات النارية موسم 1989. فاز الأمريكي إدي لوسون بفئة 500 سي سي بينما جاء الأمريكي وين ريني في المركز الثاني وحصل على المركز الثالث البريطاني نيال ماكنزي.

## وصلات خارجية
- الموقع الرسمي